# Св. св. Петър и Павел (Куново)
Вижте пояснителната страница за други значения на Свети апостоли Петър и Павел.
„Св. св. Петър и Павел“ (на македонска литературна норма: „Св. Петар и Павле“) е възрожденска църква в гостиварското село Куново, Република Македония, част от Тетовско-Гостиварската епархия на Македонската православна църква – Охридска архиепископия. Църквата е изградена в XVIII век върху руините на по-стар храм. Разположена е източно от селото, на 200 метра над последните къщи.